# Reticulum
Reticulum (Ret), a Rede (Reticulo presente nas oculares dos telescópios), é uma constelação do hemisfério celestial sul. O genitivo, usado para formar nomes de estrelas, é Reticuli. É uma das 14 constelações criadas pelo astrônomo francês Nicolas Louis de Lacaille no século XVIII.
As constelações vizinhas são Dorado, Horologium e Hydrus.

## História
Isaac Habrecht II apresentou uma constelação nesta área no seu globo celeste em 1621 e a nomeou Rhombus. Ela foi substituída por uma constelação diferente pelo astrônomo Nicolas Louis de Lacaille no século XVIII durante sua estadia no Cabo da Boa Esperança. Ele nomeou a constelação le Réticule Rhomboide. O nome foi latinizado para Reticulum no seu catálogo Coelum Australe Stelliferum. Em 1810, as estrelas de Reticulum foram usadas para William Croswell para produzir a constelação Marmor Sculptile, que representava um busto de Cristóvão Colombo, mas não foi aceito entre os astrônomos.
A constelação Reticulim foi oficialmente reconhecida durante a primeira Assembleia Geral da União Astronômica Internacional em 1922. A fronteira entre esta e as demais constelações foi desenhada pelo astrônomo Eugène Delporte da Bélgica, publicada pela primeira vez em 1930 na Delimination Scientifique des Constellations.